# Renbaan van Groenendaal

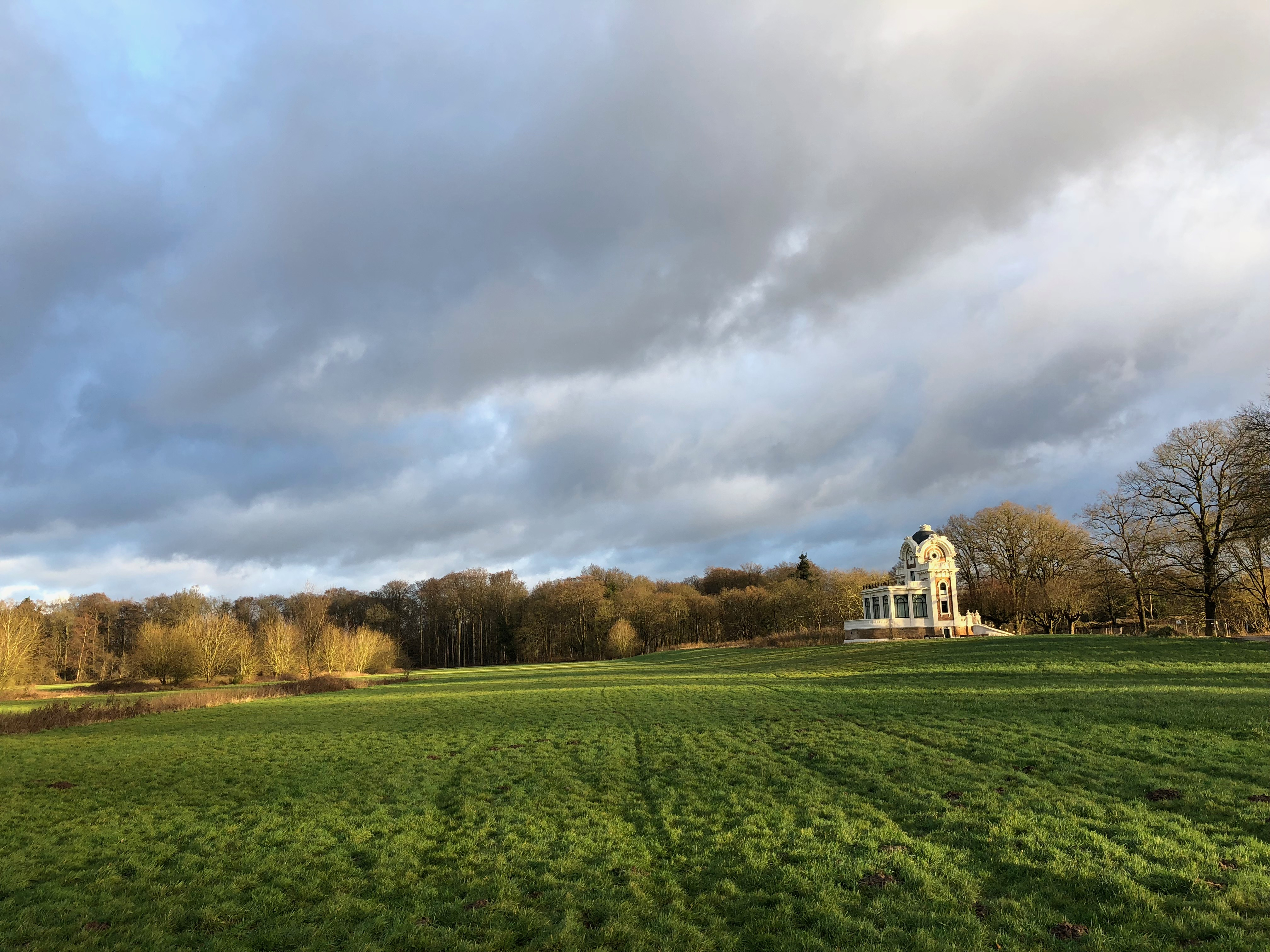
De locatie van de voormalige renbaan van Groenendaal met de nog behouden Koninklijke Loge

De Renbaan van Groenendaal of Hippodroom van Groenendaal (Frans: Hippodrome de Groenendael) is een voormalige Belgische paardenrenbaan in de Vlaams-Brabantse gemeente Hoeilaart, zo'n twee kilometer ten westen van het dorpscentrum. 

## Aanleg
De baan in het Zoniënwoud werd aangelegd nadat bleek dat koning Leopold II de in 1880 aangelegde renbaan van Bosvoorde te klein vond en hij ook in de buurt van Brussel een goede hippodroom nodig achtte. Hij wenste een nieuwe baan zonder scherpe bochten, die eveneens groter dan de koninklijke Wellingtonrenbaan van Oostende diende te zijn die in 1883 was ingehuldigd. De baan zou ook het predicaat koninklijk mogen voeren, wat Bosvoorde nooit gegund was. De renbaan werd aangelegd vanaf 1887 en werd een ovaal met een omtrek van 3,6 kilometer lang. De openingsrace in Groenendaal werd verreden op 22 juli 1889. Het beheer werd toevertrouwd aan de Société royale d'encouragement pour l'amélioration des races de chevaux en Belgique (SRE), opgericht in 1834, die onder meer ook de renbaan van Bosvoorde al beheerde.

## Treinstation
Op 3 juli 1892 werd de renbaansite ontsloten via het spoorwegnet met een aftakking van de lijn Brussel-Namen met hierop een enkel station als terminus, Groenendaal-Renbaan.  De lijn was 1,4 km lang en werd enkel voor speciale treinen ter gelegenheid van de paardenwedrennen op de renbaan van Groenendaal gebruikt, maar ook voor het vervoer van renpaarden en andere goederen. Het station telde in 1904 zes perronsporen, twee opstelsporen en een draaischijf voor locomotieven. Maar zelfs deze faciliteiten waren onvoldoende om alle passagierstreinen op wedstrijddagen te stallen, dus werd in 1904 overwogen om de capaciteit van het station te verdubbelen. Het station werd in 1973 gesloten. In 1978 werd de lijn opgebroken. De ruimte ingenomen door station, perrons en rangeerruimte werd ingenomen door een parking. De weg langs de hippodroom werd heraangelegd tot een deel van de Brusselse ring, en ook aan de andere zijde van die autoweg werd een parkeerterrein aangelegd.  Beide parkings werden verbonden door een autotunnel onder de R0 autoweg. Die parking raakte na de sluiting in 2001 opnieuw begroeid, de tunnel is nog een van de weinige getuigenissen.

## Verdere uitbreiding
In 1893 werd naast de eerste baan een baan van een rechte mijl (1600 meter) bijgevoegd, uniek in België. Deze renbaan had ook een ander uniek aspect, paarden reden het eerste deel van de race bergafwaarts en moesten de race bergop afmaken tot aan de finish voor de tribunes. Dat er twee verschillende parkoers waren op een hippodroom kreeg ook internationale aandacht.
In 1910 volgde een derde baan, een aparte achtvormige hindernissenbaan. Groenendaal werd zo de enige renbaan met drie afzonderlijke pistes voor drie verschillende disciplines met een gezamenlijke lengte van meer dan negen kilometer.

## Bloei en verval
Voor de Eerste Wereldoorlog werden jaarlijks tot wel vijftig koersen georganiseerd.  De wedstrijden werden gehouden op vlak, horden en steeplechase. Van de vier meest actieve Belgische renbanen in die tijd, namelijk Bosvoorde, Oostende, Sterrebeek en Groenendael, werd deze laatste door vele critici als de mooiste beschouwd. Ook Hoeilaart profiteerde mee van het economische succes. Het begin van de Eerste Wereldoorlog betekende ook het directe einde van paardenraces. 
Ook na WO I was er niet meteen beterschap. De renbaan werd een verzamelplek voor alle munitie als bommen en granaten die de Duitsers hadden achtergelaten. Op 6 mei 1919 zorgde een brandende sigaret voor een grote ontploffing met brand die tientallen slachtoffers en schade tot in het centrum van Hoeilaart vergde. 

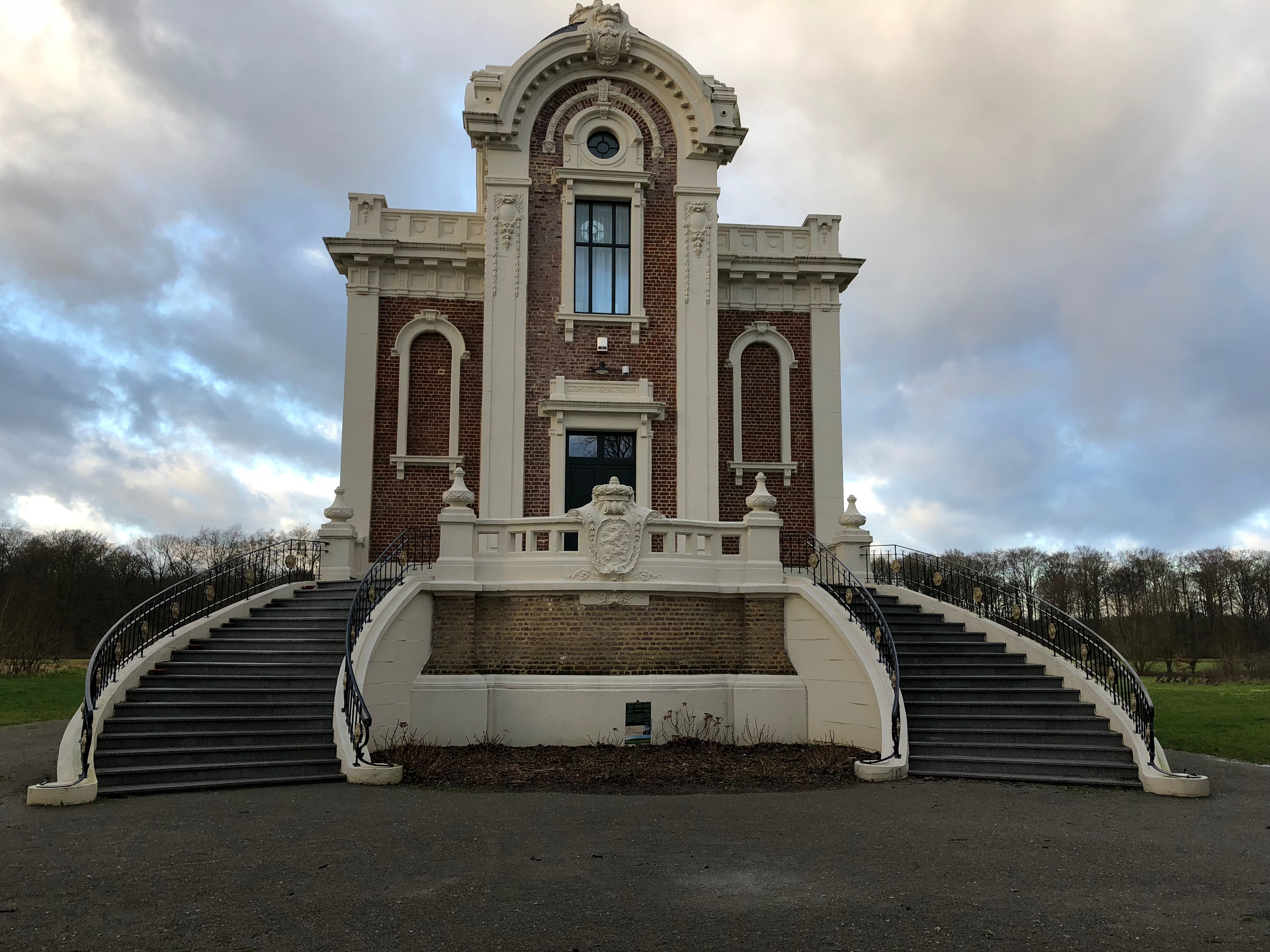
Koninklijke Loge uit 1924, trappen en bordes

In 1921 werd na herstellingen de renbaan heropend. De oorspronkelijke koninklijke tribune was volledig verwoest en werd pas in 1924 heropgebouwd, naar een nieuw ontwerp. Dit ontwerp, goedgekeurd door koning Albert I in beaux-artsstijl, bestaat uit een rechthoekig basisvolume met sterk verhoogde begane grond onder plat dak, waarvan het centrale deel hoger is uitgewerkt door een koepelbekroning met aan de vier zijden een identiek uitgewerkt pseudo-rondboogfronton. Aan de westzijde, de zijde van de renbaan, is er een lager gedeelte met bekronend dakterras. Het geheel is opgetrokken uit baksteen. Aan de oostzijde komen twee gebogen trappen aan weerszijden samen op een bordes afgezet met een balustrade met in het midden het Belgische wapenschild en siervazen op de hoeken.
Bij het begin van de Tweede Wereldoorlog sloot de renbaan terug.
In 1947 werd de renbaan terug heropend na alweer enkele verbeteringswerken en uitbreidingen. De renbaan had een internationale uitstraling en trok de beste paarden en ruiters van Europa naar de paardenrennen in Groenendaal. De jaren zestig waren na de jaren twintig een tweede periode van grote publieke belangstelling, maar na die jaren zestig ging het opnieuw bergaf. Naast gewijzigde publieke interesse was ook de slechte bereikbaarheid voor auto's een knelpunt aan het worden. Dit zou pas worden verholpen na de afbraak van spoorweg en station, en de aanleg op deze locatie van het parkeerterrein, vlot toegankelijk vanaf de R0 autosnelweg. 
In 1985 werd de hippodroom een laatste keer vernieuwd. De twee oorspronkelijke tribunes, constructies in metaal met smeedijzeren versieringen waar het publiek de race kon volgen werden in 1985 gesloopt, de koninklijke loge, voorzien tussen de twee galerijen bleef wel intact. Voor de loge werd een grote betonnen tribune gebouwd, naar een ontwerp van ingenieur André Paduart. De herbouwingen werden afgesloten met een derde en grootse heropening.
Maar deze uitbating was van korte duur. Binnen België waren niet alle actoren het eens, de Lotto werd populairder dan inzetten op paardenrennen en een wanbeleid bij verschillende Belgische renverenigingen brachten de paardensport in het land zo goed als de genadeslag. De renbaan van Groenendaal verloor verder aan populariteit en op 16 juni 2001 werd de laatste wedstrijd georganiseerd. De winnaar kreeg 300.000 frank (7500 euro) prijzengeld. Ooit in de glorietijd werd bij topwedstrijden tot 300 miljoen frank ingezet op één koers.
In 2001 ging de Société royale d'encouragement pour l'amélioration des races de chevaux en Belgique failliet en werd de site verlaten. De meeste gebouwen zijn tussen 2001 en 2013 gesloopt.

## Huidige infrastructuur
De grote betonnen tribune van 1985 werd in 2013 afgebroken. De oude paardenstallingen, een waag waar de jockeys zich voor de wedstrijd moesten wegen, een infirmerie waar zowel paard als jockey terecht konden na een ongeluk, een jockeyzaal waar de rijders zich konden omkleden en nog een reeks bijgebouwen werden ook in 2013 gesloopt.
De Koninklijke Loge bleef behouden. Deze werd rond 2015 gerenoveerd. De enige andere resterende overblijfsels van de infrasstructuur zijn een weliswaar zwaar beschadigde metalen luifel, het vroegere bookmakerpaviljoen waaronder weddenschappen konden worden afgesloten evenals een deel van de kelders van de 'nieuwe' tribune uit 1985, die enkel nog dienen als toevluchtsoord voor vleermuizen. De loge en het bookmakerslokaal werden in 2021 beschermd als monument van onroerend erfgoed.
Sinds 2015 wordt de Koninklijke Loge beheerd door Hippo-Droom bvba en kan deze sinds juni 2016 gehuurd worden voor evenementen.